# Krystyna Krygier
Krystyna Krygier, z domu Burza (ur. 20 kwietnia 1926 w Występie, zm. 25 grudnia w 2013 w Łodzi) – polska architektka, urbanistka i plastyczka, działająca w Łodzi.

## Życie i twórczość
Absolwentka Wydziału Architektury Politechniki Warszawskiej (dyplom w 1952 roku) oraz absolwentka Wydziału Plastyki Przestrzennej PWSSP w Łodzi. Studentka Władysława Strzemińskiego, przyjaźniła się z Niką Strzemińską, współpracowała z Muzeum Sztuki w Łodzi. Członkini łódzkiego oddziału SARP.
Krystyna Krygier zajmowała się przede wszystkim projektowaniem budynków mieszkalnych oraz osiedli, była jedną z najaktywniej działających projektantek w powojennej Łodzi (od lat 50. do lat 80. XX w.). Pracę zawodową rozpoczęła w łódzkim Biurze Architektoniczno-Urbanistycznym, a od 1955 r. do 1987 r. pracowała tamtejszym w Miastoprojekcie.
Opracowała plan osiedla Doły (osiedle im. Włady Bytomskiej) w Łodzi, budowanego w latach 1956–1963 i opartego na wzorcach przedwojennego modernizmu (współautorzy: Stefan Krygier i Romuald Furmanek). Osiedle, stanowiące część Bałut, wzniesione zostało w większości w technologii tradycyjnej (i częściowo z prefabrykatów), posiada zróżnicowaną architekturę, starannie zaprojektowane tereny zielone, usługi w parterach i kameralną skalę (w projekcie były tylko trzy wysokie punktowce, ostatecznie powstało pięć wieżowców). Sama autorka po latach określiła Doły osiedlem wykorzystanych szans.
Także w latach 60., razem z Janina Lenczewską-Samotyją, Krystyna Krygier pracowała nad planami osiedla Teofilów (część A od 1963 roku, część B od roku 1965).
Była projektantką, razem z Tadeuszem Sumieniem, największego powojennego osiedla w Łodzi, czyli osiedla Retkinia. To dzielnica dla blisko 70 tys. mieszkańców, zajmująca obszar ok. 400 ha i składająca się z trzech zespołów mieszkaniowych. Realizację rozpoczęto w 1971 r. od zespołu Retkinia-Wschód, gdzie zabudowa została podporządkowana koncepcji ulicy pieszej, z wewnętrznymi terenami zielonymi oraz lokalnym centrum handlowym (projekt: Janina Wachowiak). Części założeń nie zrealizowano: w ramach osiedla miały powstać mieszkania wielopokoleniowe, a trasę tramwajową planowano poprowadzić w pogłębionym wykopie. W latach 70. Krystyna Krygier opracowała koncepcję zespołu „Śródmieście” dzielnicy mieszkaniowej w Łodzi (współautor: Tadeusz Sumień).
Oprócz projektowania osiedli zajmowała się również działaniami artystycznymi na styku plastyki i architektury (w latach 70. w zespole ze Stefanem Krygierem, stworzyła m.in. projekty osiedlowych form przestrzennych i projekty form elementarnych).
Była żoną Stefana Krygiera, malarza, architekta i teoretyka sztuki. Matka Moniki Krygier, malarki i rzeźbiarki.
Pochowana została na cmentarzu Doły w Łodzi wraz z mężem (kwatera: XI, rząd: 43, grób: 16).

## Galeria

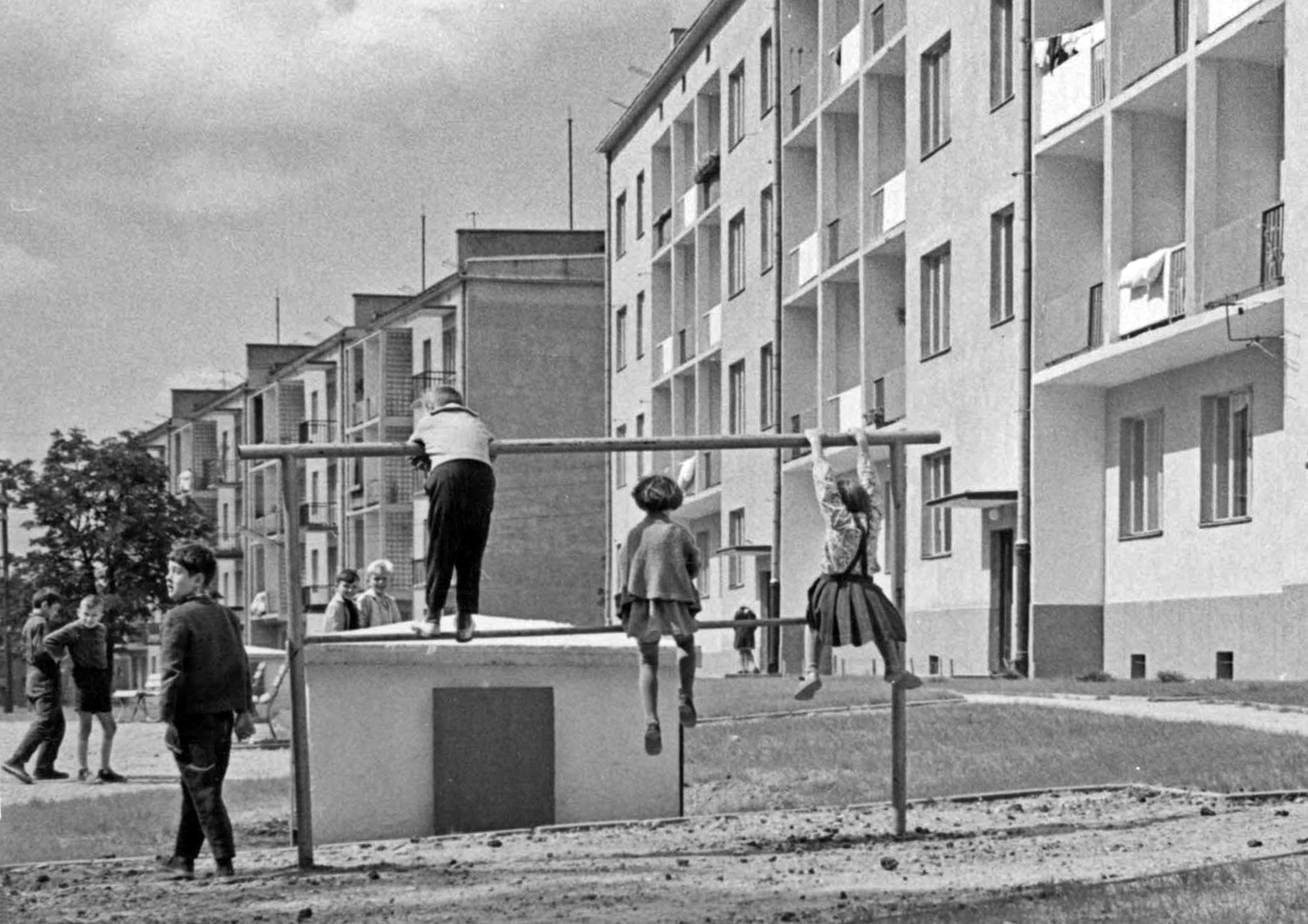
Osiedle Doły
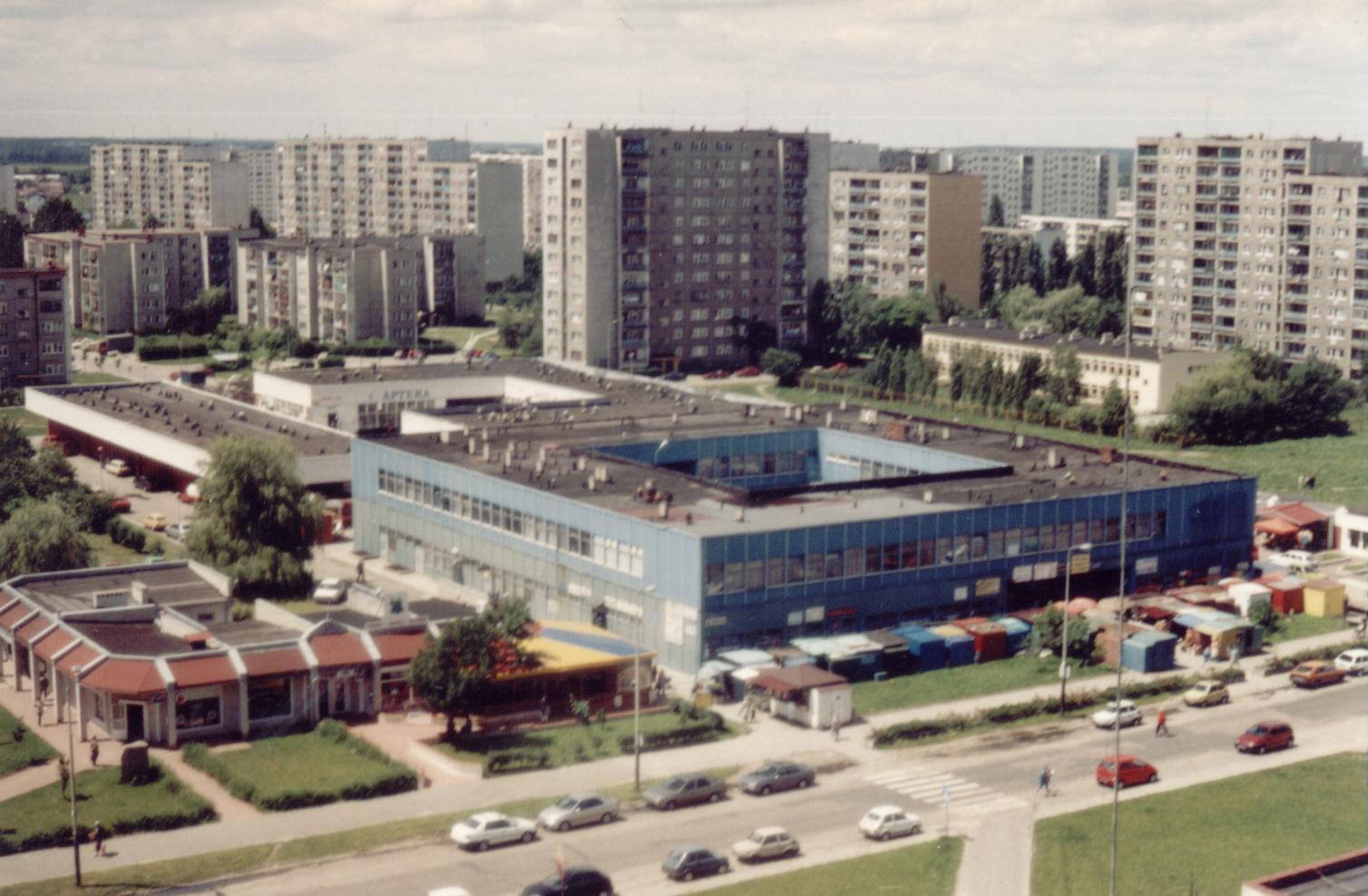
Osiedle Retkinia, współproj. Tadeusz Sumień